# Ондан
Ондан султан (1555—1585) — старший син казахського правителя Шигай-хана і Байім Ханим, після зречення від трону якого був основним кандидатом на спадщину престолу. За особисту мужність і відвагу отримав прізвисько Довгострілий (Резин жебе).
Загинув у поході проти ойратів, після перемоги над якими планувалося зробити його ханом Казахського ханства. Батько Ураз-Мухаммеда.

## Біографія
Ондан султан — син казахського хана Шигая і Байим-бігім Ханим, а також брат казахських ханів Тауєкеля та Єсіма. Ондан був дуже хоробрим, сильним та талановитим воїном, а також дуже влучним стрільцем, за що отримав прізвисько «Довгострілий».

## Родина
Ондан мав багато дружин і наложниць, взятих ним як з боку різних місць, так і серед своїх же. Найбільш відомі дві головні його дружини: Алтин Ханим, дочка Булат-султана, сина Узек-султана, сина Джанібек-хана, і Чуйум Ханим, дочка Кімсін-султана, сина Бурундук-хана. Від першої з них у Ондана було двоє дітей: син Ураз-Мухаммед та дочка Татли Ханим, від другої син Котів султан та Абулай-султан.